# AS Nancy
AS Nancy este un club de fotbal din Nancy, Franța, care evoluează în Championnat National.

## Lotul din 2016
La 2 septembrie 2016
| Nr. |                  | Poziție | Jucător                                     |
| --- | ---------------- | ------- | ------------------------------------------- |
| 1   | Belarus          | P       | Syarhey Chernik                             |
| 3   | Franța           | F       | Tobias Badila                               |
| 4   | Senegal          | F       | Modou Diagne                                |
| 5   | Franța           | M       | Alou Diarra                                 |
| 6   | Maroc            | M       | Youssef Aït Bennasser (on loan from Monaco) |
| 7   | Franța           | M       | Antony Robic                                |
| 8   | Franța           | M       | Vincent Marchetti                           |
| 9   | Franța           | A       | Maurice Dalé                                |
| 10  | Senegal          | A       | Issiar Dia                                  |
| 11  | Franța           | M       | Karim Coulibaly                             |
| 13  | Coasta de Fildeș | M       | Serge N'Guessan                             |
| 14  | Franța           | F       | Joffrey Cuffaut                             |

| Nr. |            | Poziție | Jucător                              |
| --- | ---------- | ------- | ------------------------------------ |
| 15  | Maroc      | A       | Youssouf Hadji (captain)             |
| 16  | Camerun    | P       | Guy N'dy Assembé                     |
| 17  | Franța     | F       | Faitout Maouassa                     |
| 18  | Mauritania | M       | Dialo Guidileye                      |
| 19  | Franța     | M       | Loïc Puyo                            |
| 20  | Maroc      | F       | Michaël Chrétien                     |
| 22  | Franța     | A       | Yann Mabella                         |
| 23  | Franța     | A       | Anthony Koura                        |
| 24  | Uruguay    | F       | Erick Cabaco (on loan from Nacional) |
| 25  | Franța     | M       | Benoît Pedretti                      |
| 26  | Franța     | F       | Vincent Muratori                     |
| 28  | Franța     | F       | Julien Cétout                        |
| 30  | Franța     | P       | Alexandre Menay                      |

## Jucători notabili
| - Éric Bertrand - Frédéric Biancalani - Stéphane Capiaux - Bernard Caron - Albert Cartier - Didier Casini - Jean-Claude Cloët - Carlos Curbelo - Gaston Curbelo - Paul Fischer - Roger Formica - Charles Gasperini - Franck Gava - Bruno Germain - Massadio Haidara - Vincent Hognon | - Philippe Jeannol - Cédric Lécluse - Éric Martin - Sylvain Matrisciano - Laurent Moracchini - Youssef Moustaid - Jean-Michel Moutier - Pierre Neubert - Benjamin Nicaise - Jean Palka - Jacky Perdrieau - Didier Philippe - Michel Platini - Sébastien Puygrenier - Éric Rabésandratana | - Jean-Pierre Raczinski - Olivier Rambo - Olivier Rouyer - Paco Rubio - Tony Vairelles - André Luiz - Mustapha Hadji - Monsef Zerka - Ryszard Tarasiewicz - Tony Cascarino - Issiar Dia - Pape Diakhaté - Oleksandr Zavarov - Pablo Correa - Rubén Umpiérrez |

## Palmares
- Ligue 2
  - Campion (4): 1975, 1990, 1998, 2005

- Coupe de France
  - Campion (1): 1978

- Coupe de la Ligue
  - Campion (1): 2006

- Coupe Gambardella
  - Runners-Up (1): 1974